# 七条光明

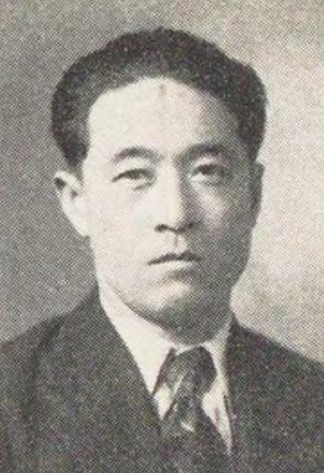
七条光明

七条 光明（七條、しちじょう みつきよ、1900年（明治33年）8月15日 - 1964年（昭和39年）11月2日）は、昭和期の政治家、華族。貴族院子爵議員。旧姓・烏丸。

## 経歴
伯爵・烏丸光亨の三男として生まれ、先代七条信義の死跡を継承し、1924年（大正13年）6月16日、子爵を襲爵した。
学習院高等科を修了。1935年（昭和10年）豊島区役所嘱託に就任。以後、関東電気工業社員、同社農場主任、浅野カーリツト会社員などを務めた。
1946年（昭和21年）6月28日、貴族院子爵議員補欠選挙で当選し、研究会に所属して活動し1947年（昭和22年）5月2日の貴族院廃止まで在任した。

## 親族
- 妻：厚（あつ、嵯峨公勝四女）[1]